# ملكة جمال الكون 1995
ملكة جمال الكون 1995 هي مسابقة ملكة جمال الكون الرابعة والأربعين في تاريخ مسابقة ملكة جمال الكون منذ انطلاقتها عام 1952، عقدت المسابقة في 12 مايو 1995 في منتجع ويندهوك الريفي في ويندهوك، ناميبيا. شارك في المنافسة اثنان وثمانون متسابقة في هذا العام، في نهاية الحدث توجت تشيلسي سميث من الولايات المتحدة من قبل ملكة جمال الكون السابقة سوشميتا سين من الهند.، لتصبح تشيلسي سميث سادس ملكة جمال أمريكية متوجة باللقب.

## النتائج

### المراكز النهائية
| النتائج النهائية     | المتنافسة |
| -------------------- | --- |
| ملكة جمال الكون 1995 | - الولايات المتحدة - تشيلسي سميث †                                                                                               |
| الوصيفة الأولى       | - الهند - مانبريت برار |
| الوصيفة الثانية      | - كندا - لانا بوشبرغر |
| أفضل 6               | - بورتوريكو - ديزيريه لوري - ترينيداد وتوباغو - ارلين بيتركين - فنزويلا - دينيز فلوريانو                                         |
| أفضل 10              | - كولومبيا - تاتيانا كاسترو - جمهورية الدومينيكان - كانيدا لارا - إلسالفادور - إليونورا كاريلو - جنوب إفريقيا - أوغسطين ماسيليلا |

## المتسابقات
- أروبا - ماري دينيس هيرلين
- أستراليا - جاكلين شوتر
- جزر البهاما - شامين تينيكا ليندسي
- بليز - ديبورا وايد
- بوليفيا  - ساندرا ريفيرو زيمرمان
- بونير - دونا لاندوير
- البرازيل - ريناتا أباريسيدا بيسا سواريس
- جزر العذراء البريطانية - إيلين باتريشيا هنري
- بلغاريا - بويانا ديميتروفاك
- كندا - لانا بوخبيرجر
- جزر كايمان - أنيتا ليلي بوش
- تشيلي - باولا فالكون باسيغالوبو
- كولومبيا - تاتيانا ليونور كاسترو أبوشايب
- جزر كوك - تاريتا براون
- كوستاريكا - بياتريس أليخاندرا ألفارادو ميخيا
- كوراساو - ماروشكا يانسن
- قبرص - كلارا دافينا رينبو
- جمهورية التشيك - إيفا كوتولانوفا
- الدنمارك - سد تينا
- جمهورية الدومينيكان - كانديدا لارا بيتانسيس
- الإكوادور - رادميلا باندزيتش أرابوف
- مصر - ناديا عز
- السلفادور - إليانور كاريو
- إستونيا - اينيل اها
- فنلندا - هيلي بيرهونين
- فرنسا - كورين لوران
- ألمانيا - إيلكا إندريس
- المملكة المتحدة - سارة جين ساوثويك
- اليونان - هيلين بابايوانو
- غوام - علياء توي ستيفنز
- غواتيمالا - إنديرا ليلي شينشيلا باز
- هونغ كونغ - هالينا تام سيو وان
- آيسلندا - مارجريت سكولادوتير سيغورز
- الهند - مانبريت برار
- إندونيسيا - سوسانتي مانوهوتو
- أيرلندا - آنا ماري مكارثي
- إسرائيل - جنى كالمان
- إيطاليا - أليساندرا ميلوني
- اليابان - نارومي سايكي
- كينيا - جوزفين وانجيكو مباتيا
- كوريا - هان سونغ - جو
- ماليزيا - سوزيلا بنت عزرائي
- مالطا - سونيا ماسا
- موريشيوس - ماري بريسيلا ماردايموتو
- المكسيك - لوز ماريا زيتينا لوغو
- ناميبيا - باتريشيا بيرت
- هولندا - شانتال فان فوينسيل
- نيوزيلندا - شيلي جينين إدواردز
- نيكاراغوا - ليندا أساليا كليرك كاستيلو
- نيجيريا - تويين راجي
- جزر ماريانا الشمالية - كاراه كيرشنهايتير
- النرويج - لينا ساندفيك
- بنما - ميشيل سيج
- باراغواي - بيتينا روزماري باربوزا كافارينا
- بيرو - باولا ديليبيان جيانوتي
- الفلبين - جوان سانتوس
- بولندا - ماجدالينا بيسيكيفيتش
- البرتغال - أدريانا إيريا
- بورتوريكو - ديزيريه لوري رودريغيز
- رومانيا - مونيكا جروسو
- روسيا - يوليا الكسيفا
- سيشل - ماريا باييت
- سنغافورة - تون نيسة عبد الله
- سلوفاكيا - نيكوليتا ميزساراسوفا
- جنوب أفريقيا - أوغسطين ماسيليلا
- إسبانيا - ماريا رييس فاسكيز
- سريلانكا - شيفاني فاساغام
- السويد - بيترا هولتغرين
- سويسرا - سارة بريجيه
- تايوان - لياو تشيا يي
- تايلاند  - بافادي فيشينرات
- ترينيداد وتوباغو - آرلين بيتركين
- تركيا - جامزي سايجي
- جزر توركس وكايكوس - شارلين روشيل جرانت
- أوكرانيا - إيرينا تشيرنوماز باراباش
- الأوروغواي - ساندرا زنيداريتش
- الولايات المتحدة  - تشيلسي سميث †
- جزر العذراء الأمريكية - كيم ماري آن بوشولت
- فنزويلا - دينيس فلوريانو
- زامبيا - لو تريكا بونابانتو

## الروابط الخارجية
- موقع ملكة جمال الكون الرسمي